# Măneciu
Măneciu község Prahova megyében, Munténiában, Romániában.  A hozzá tartozó települések: Cheia, Chiciureni, Costeni, Făcăieni, Gheaba, Măneciu-Pământeni, Măneciu-Ungureni, Mânăstirea Suzana és Plăiețu. A községközpont Măneciu-Ungureni.

## Fekvése
A megye északi részén található, a megyeszékhelytől, Ploieștitől, negyvennyolc kilométerre északra, a Teleajen folyó mentén, a Csukás-hegység déli lábánál.

## Történelem
A 19. század végén a mai Măneciu területén két különálló község létezett, mindkettő Prahova megye Teleajen járásához tartozott. 
- Az egyik község Măneciu-Ungureni volt, melyhez Gheaba, Făcăeni, Valea Largă, Chiciureni, Plăiețu és Teleajen falvak tartoztak. Utóbbi a mai Cheia település régi neve volt. Ezen településeket Erdélyből, Négyfalu környékéről érkező mokányok alapították. E falvakban ebben az időszakban 2022 lakos élt, hozzájuk tartozott egy iskola, 36 malom és kallómalom, utóbbiak a Teleajen folyón valamint több kisebb mellékfolyóin, valamint két templom, egy-egy Gheaba (1889-ben építették) valamint Valea Largă (1829-ben szentelték fel) településeken.
- A másik község Măneciu-Pământeni volt, melyet 1632-ben Mănică udvarnagy alapított. A 19. század végén 1777 lakosa volt, hozzá tartozott egy 1889-ben alapított iskola, két malom, két kallómalom, egy fűrészmalom valamint egy 1841-ben felszentelt templom.

1925-ös évkönyv szerint Măneciu-Pământeni lakossága 2300 fő volt, Măneciu Ungureni-ben pedig 2850 lakos élt és Făcăeni, Gheaba, Chicioreni valamint Keia falvak tartoztak az irányítása alá.
1938-ban mindkét község Prahova megye Văleni járásához került.
1950-ben közigazgatási átszervezés alapján, a Prahova-i régió Teleajen rajonjához kerültek, majd 1952-ben a Ploiești régióhoz csatolták őket.
1968-ban ismét megyerendszert vezettek be az országban, a két községet ekkor egyesítették, az így megalapított Măneciu község az újból létrehozott Prahova megye része lett. Ezzel egy időben Costeni falut is hozzácsatolták Izvoarele községtől.

## Lakossága
| Nemzetiségek | 2002  | 2002   |
| ------------ | ----- | ------ |
| Románok      | 11199 | 99,77% |
| Romák        | 14    | 0,12%  |
| Magyarok     | 5     | 0,04%  |
| Németek      | 2     | 0,01%  |
| Ukránok      | 1     | 0,0%   |
| Bolgárok     | 1     | 0,0%   |
| Tatárok      | 1     | 0,0%   |
| Görögök      | 1     | 0,0%   |
| Összesen     | 11224 | 100,0% |

## Látnivalók
- Măneciu-i vízerőmű gátja mögött kialakult, mesterséges Măneciu-tó, területe körülbelül 2 km². A vízerőmű 10 MW teljesítményű, a Teleajen folyón található. 1989-ben fejezték be az építését.
- Suzana kolostor, melyet a 18. század elején alapítottak, templomát 1740-ben szentelték fel.
- Cheia kolostor, a 19. században alapították, templomát 1839-ben szentelték fel.

## Külső hivatkozások
- A település honlapja
- Adatok a településről
- asociatiaturismprahova.ro Archiválva 2016. július 12-i dátummal a Wayback Machine-ben
- 2002-es népszámlálási adatok
- Marele Dicționar Geografic al României